# Bindé
Bindé è un dipartimento del Burkina Faso classificato come comune, situato nella provincia di Zoundwéogo, facente parte della Regione del Centro-Sud.
Il dipartimento si compone del capoluogo e di altri 30 villaggi: Bana, Bangamsin, Dapélgo, Dayasmnoré, Guénin, Kaïbo-Centre, Kaïbo-Nord V1, Kaïbo-Nord V2, Kaïbo-Nord V3, Kaïbo-Nord V4, Kaïbo-Nord V2, Kaïbo-Sud V1, Kaïbo-Sud V2, Kaïbo-Sud V4, Kaïbo-Sud V5, Kaïbo-Sud V6, Kaïbo-Sud V7, Kazanga, Koankin, Konnékongoo, Lilgomdé, Nonghin, Ouda, Pougoudou, Simbri, Sinikiéré, Sondré-Est, Tanghin, Toéyoko, Tigré.